# Interruttore

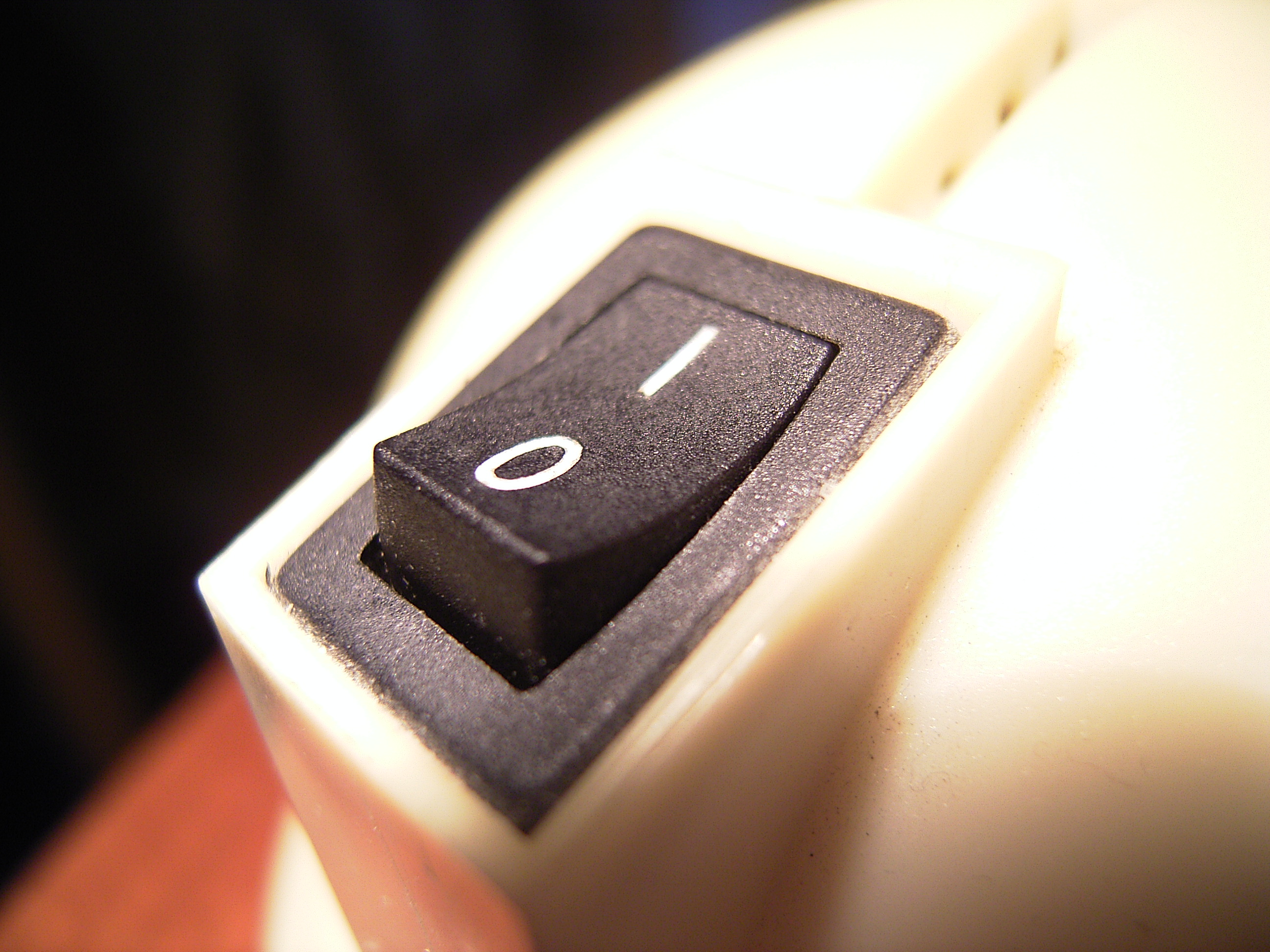
Interruttore di un piccolo elettrodomestico

L'interruttore è un'apparecchiatura elettrica di comando che serve a stabilire o interrompere la continuità elettrica e metallica in un circuito elettrico.
Quando l'interruttore è posizionato in modo da consentire il passaggio di corrente elettrica si definisce chiuso, quando invece il passaggio di corrente è interdetto si definisce aperto (è l'opposto della terminologia usata in idraulica).

## Descrizione e caratteristiche
Vi è una grande varietà di interruttori; nella forma più elementare sono costituiti da due contatti metallici che possono essere mossi per entrare in contatto o per essere separati. Dispositivi più complessi possono agire contemporaneamente su più circuiti, per esempio per interrompere contemporaneamente le tre linee nel sistema trifase. Ogni contatto di un circuito separato è chiamato polo. Alcuni interruttori hanno una configurazione complessa di contatti, in cui per esempio quando un contatto viene aperto viene chiuso in contemporanea (con la stessa manovra) un altro circuito. In questo caso si ha un deviatore o un commutatore.
In altri modelli il ritorno alla posizione precedente dopo l'intervento dell'operatore viene effettuata da una molla comandata da un pulsante. In genere i punti di contatto sono rivestiti con metalli nobili come il platino, allo scopo di proteggerli dall'ossidazione che potrebbe dare origine a giunzioni inaffidabili e pericolosi surriscaldamenti, i contatti di elevata qualità sono realizzati in argento, metallo a elevatissima conducibilità elettrica. Il sezionatore è un dispositivo elettrico in grado di aprire un circuito in modo certo e visibile. L'apertura del sezionatore è possibile solo a vuoto (nessun carico collegato). Il sezionatore non è in grado di aprire un circuito in condizioni ordinarie (sotto carico) e in condizioni di guasto (sovraccarichi o cortocircuiti).
Ogni interruttore è caratterizzato dalle seguenti proprietà:
- Tensione nominale: è la massima tensione sopportabile tra i contatti in posizione aperta. È determinata anche in base all'isolamento del dispositivo rispetto all'ambiente esterno.
- Corrente massima nominale: è la massima intensità di corrente elettrica che può attraversare l'interruttore senza danneggiarlo in seguito al surriscaldamento prodotto per effetto Joule.
- Potere di interruzione nominale: è la corrente massima che il dispositivo è in grado di interrompere e dopo l'interruzione è ancora in grado di proteggere il circuito. Per correnti superiori i contatti potrebbero non essere in grado di aprirsi.
- Grado di protezione IP: indica il livello di protezione verso il contatto con oggetti o col corpo umano e contro l'acqua. Nonostante le caratteristiche dichiarate dal costruttore, al pari dei relè, se è stato progettato in economia, la sua vita operativa può essere di breve durata, o per incollaggio dei contatti o per avvenuto isolamento degli stessi.

Da un punto di vista costruttivo un interruttore è estremamente diverso a seconda che debba operare a bassa, media o alta tensione, e anche in funzione della corrente nominale gestita. Si passa dai piccolissimi interruttori presenti all'interno di dispositivi elettronici, fino ai mastodontici interruttori delle stazioni elettriche di alta tensione.
Per gli apparecchi destinati all'impiantistica domestica in bassa tensione si usa una classificazione in base alla configurazione dei contatti:
1. Interruttore semplice unipolare: è l'interruttore usato principalmente per i punti luce, in quanto opera solamente sul polo fase;
2. Interruttore deviatore: è un dispositivo unipolare che consente di comandare un punto luce da due parti di una stanza;
3. Interruttore invertitore: utilizzato quando si vuole comandare un punto luce da più parti di una stanza, invertendo il segnale (per far ciò sono necessari due deviatori più il numero di invertitori rimanente per ottenere il numero di comandi desiderato);
4. Interruttore bipolare: interrompe sia la fase sia il neutro.

## Lo spegnimento d'arco
All'apertura di un contatto e fino al raggiungimento di una certa distanza tra le parti, esiste un periodo in cui il campo elettrico presente può superare il valore di rigidità dielettrica dell'aria o comunque del mezzo in cui i contatti sono immersi. In questo momento si può innescare un arco voltaico che si può mantenere anche a un successivo aumento della distanza tra i contatti.
Nel momento in cui un circuito che presenta un carico induttivo viene aperto, per effetto dell'autoinduzione si genera ai capi dell'interruttore una tensione superiore a quella di esercizio (sovratensione). Per effetto dell'arco il flusso di corrente non viene interrotto, venendo a mancare lo scopo dell'interruttore, ma soprattutto la temperatura del plasma causa il danneggiamento del dispositivo. Per questo motivo è importante provvedere a una quanto più rapida possibile estinzione dell'arco.
Le tecniche impiegate per estinguere l'arco sono principalmente le seguenti:

### Estinzione in aria
In interruttori con formazione di archi modesti l'estinzione si ottiene con un rapidissimo allungamento dell'arco in normale aria atmosferica. La forma dei contatti può essere configurata per sfruttare le forze elettrodinamiche prodotte dalla corrente per accelerare la separazione.
In alcuni modelli si impiegano delle camere di estinzione oppure baffi divergenti dai due contatti, in cui l'arco viene trasferito dopo l'innesco, spinto dal calore generato dal plasma verso le parti più larghe e quindi stirato fino a esaurimento.

### Soffiatura pneumatica
Lo spazio compreso fra i contatti viene investito da un potente getto di aria che soffia via gli ioni dell'arco. La pressione può essere fornita da un pistone azionato da una molla, precaricata dal movimento della leva di chiusura dell'interruttore.

### Soffiatura magnetica
La zona di contatto è sottoposta a un forte campo magnetico che per effetto della forza di Lorentz devia gli ioni dalla loro traiettoria nell'arco. Il campo viene spesso prodotto da un solenoide che può essere percorso dalla stessa corrente da interrompere.

### Immersione in fluido dielettrico
I contatti vengono immersi in un fluido isolante che presenta una rigidità dielettrica elevata, e ha l'effetto di raffreddare rapidamente il plasma per conduzione e convezione. Viene impiegato olio minerale oppure esafluoruro di zolfo (SF6).
Quest'ultimo ha la proprietà, se scaldato ad alta temperatura, di decomporsi in zolfo e fluoro, che cattura gli elettroni dell'arco.

## Tipi di interruttori, deviatori e relè
| Sigla ed abbreviazioni | Significato della sigla                                                                         | Nome inglese                                  | Nome americano                         | Descrizione | Simbolo |
| ---------------------- | ----------------------------------------------------------------------------------------------- | --------------------------------------------- | -------------------------------------- | --- | ------- |
| SPST                   | Singolo polo, singolo contatto (Single Pole, Single Throw)                                      | One-way                                       | Two-way                                | È un semplice interruttore on-off: agendo sull'interruttore i due contatti possono essere connessi e disconnessi tra di loro. |         |
| SPDT                   | Singolo polo, doppio contatto (Single Pole, Double Throw)                                       | Two-way                                       | Three-way                              | Semplice deviatore con un contatto (COM, Common) che può essere connesso o con L1 o con L2. |         |
| SPCO SPTT, c.o.        | Deviatore con posizione centrale stabile (Single Pole, Centre Off o Single Pole, Triple Throw)  |                                               |                                        | Simile al SPDT. Il contatto SPCO/SPTT presenta un'altra posizione stabile centrale non collegata dagli altri due terminali. |         |
| DPST                   | Doppio polo, singolo contatto (Double Pole, Single Throw)                                       | Double pole                                   | Double pole                            | Questo interruttore equivale a due SPST controllati da un singolo meccanismo. |         |
| DPDT                   | Doppio polo, doppio contatto (Double Pole, Double Throw)                                        |                                               |                                        | Equivalente a due SPDT controllati da un solo meccanismo meccanico. |         |
| DPCO                   | Deviatore con posizione centrale stabile (Double Pole, Centre Off or Double Pole, Triple Throw) |                                               |                                        | Equivale a due SPDT. Presenta un'altra posizione stabile centrale non collegata. |         |
|                        | (invertitore)                                                                                   | Intermediate switch (interruttore intermedio) | Four-way switch (interruttore a 4 vie) | Deviatore del tipo DPDT con connessioni interne per applicazioni in cui si debba scambiare tra loro le due connessioni in ingresso/uscita: le connessioni presenti all'esterno sono solo quattro (internamente vi sono sei connessioni tra i due deviatori). Detto anche invertitore. |         |

## Interruttori speciali

### A rottura forzata
Se la chiusura di un interruttore avviene in condizione di circuito guasto (in cortocircuito) o sovraccarico, è possibile che, a causa della intensa corrente circolante prima che il contatto sia perfettamente stabilito, le due parti si "incollino".
Nel momento in cui si debba aprire il circuito la saldatura rappresenta un ostacolo. A volte la normale forza di separazione dei contatti può essere sufficiente a rompere la saldatura, altre volte no.

Dove l'affidabilità di apertura di un circuito sia di importanza inderogabile, si usano degli accorgimenti costruttivi studiati per assicurare la rottura di eventuali saldature, evidenziando nel contempo il problema. In genere si utilizza una parte mobile (bilanciere) alle cui estremità siano presenti due distinti contatti, verso le due estremità della linea. I contatti sono tenuti chiusi da una molla. Nella manovra di apertura un albero eccentrico solleva il bilanciere da un punto non centrato rispetto al bilanciere stesso, in modo che l'apertura agisca solamente sul contatto più vicino. L'altro contatto opera come un semplice fulcro. Se il primo contatto è incollato si solleverà il secondo, facendo cardine sul primo. La torsione agisce rompendo la saldatura e ripristinando la situazione normale.

### Di sicurezza
Gli interruttori di sicurezza sono usati per prevenire situazioni di pericolo su circuiti e macchinari. Per esempio nei vani corsa degli ascensori sono presenti interruttori di sicurezza, detti di fine corsa per bloccare il motore in caso di emergenza. Nei macchinari industriali devono essere presenti interruttori che fermino immediatamente i motori se viene aperto o smontato un elemento che possa essere causa di infortuni. È evidente che questi dispositivi devono avere una affidabilità elevata e costante nel tempo.

### Automatici
In questi interruttori la manovra è eseguita automaticamente in base al verificarsi di determinati eventi predefiniti (tipicamente condizioni di guasto nelle linee o nei carichi protetti).
Normalmente l'intervento automatico opera in una sola direzione, per esempio l'apertura del contatto, mentre l'operazione opposta (ripristino) viene compiuta manualmente (o attraverso un sistema di attuazione elettromeccanico) da un operatore ovvero da un sistema di supervisione e controllo (es. PLC SCADA che esegue una strategia di ripristino dei carichi).
Sono esempi di questa categoria l'interruttore magnetotermico, l'interruttore con sganciatore di protezione elettronico, l'interruttore termico e l'interruttore differenziale.
Nei sezionatori automatici degli elettrodotti il ripristino viene effettuato trascorso un tempo prefissato dall'apertura.

## Description

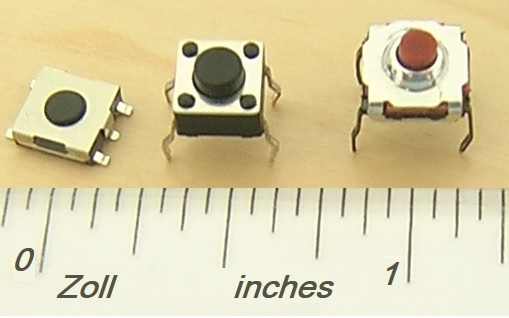
Tre interruttori a pulsante di tipo tattile